# 张文魁 (正德进士)
張文魁（1479年—1542年），字元甫，號子川，河南開封府蘭陽縣人，民籍，明朝政治人物。

## 生平
正德二年（1507年）丁卯科河南鄉試第五十四名舉人，三年（1508年）聯捷戊辰科會試第二百五十七名，三甲第二百二十六名進士。授刑部主事，十三年十二月刑部重囚赵祥、申窑头等人逃狱，主事喻义、张文魁等防禁不严被锦衣卫逮治。被释放，升刑部员外郎，十五年十一月升山西按察司佥事，嘉靖四年（1525年）五月升山西左参议，历任陕西苑马寺卿，十一年六月升山西右布政使，轉山东左布政使，十二年十二月升右副都御史、巡抚宁夏，十六年四月以宁夏总兵王效军败喪師，大挫军威，降文魁山东左参政，文魁因陈旧劳，乞以原官致仕，许之。二十一年七月卒，賜祭葬。

## 家族
其先本山东单县人，胜国之季高祖长公者避兵兰阳，因家焉。曾祖张宗。祖父张信。父张让，遞運所大使，封承德郎刑部主事赠奉政大夫按察司佥事加赠通议大夫都察院右副都御史。母畢氏，封安人赠宜人加赠淑人。具庆下。兄张文通、弟张文郁。